# Косюра Микола Сергійович
Косюра Микола Сергійович (17 листопада 1869 р. Єлисаветградський повіт Херсонської губернії — 29 серпня 1942, за іншими даними 1940 р, м. Подєбради) — професор УГА, український фахівець у галузі лісництва, учасник російсько-японської війни 1904—1906 рр. та Першої світової війни.

## Життєпис
Косюра Микола Сергійович народився у м. Єлисаветград. У 1887—1891 рр. навчався у м. Санкт-Петербург в інституті лісництва, після чого працював у лісництвах Орловського, Полтавського повіту, з 1892—1895 рр. працював у Переяславському, а від 1900 р. в Прилуцькому повіті, з 1907—1912 рр. працював у Кременчуцькому повіті. З 1917 р. голова Верхньодніпровського лісозаготівельного району в Орші.
Член товариства «Просвіта» з 1907 року.
У період УНР був головою Києво-Подільського управління державного майна і хліборобства. У роки Гетьманату П. Скоропадського за його пропозицією у всій країні було проведене ревізію лісовлаштування.
Брав участь у роботі багатьох виставок та Всеросійських лісових з'їздів, також був нагороджений бронзовою, малою та середньою срібною і золотою медалями.
У 1919 році переїхав на Кубань, працював в управлінні залізниці з лісозаготівлі.
З 1920&n року перебував у Єгипті, де читав лекції членам українського гуртка з природознавства України, основ ґрунтознавства, лісівництва та геодезії. Згодом українці Єгипту відправили його до Чехії на розвідку, щодо переїзду до Європи. Звід він допомагав іншим у виїзді з Єгипту
У 1922—1935 роках був одним із організаторів навчального процесу, доцентом, професором кафедри лісокористування в Українській господарській академії в Подєбрадах. 17 січня 1922 р. було обрано спеціальну організаційну комісію для створення навчального закладу з трьома відділами: економічно-кооперативним, агрономічно-лісовим та межовим, до складу якої увійшов Микола Косюр.
У 1931 році разом з іншими вченими вивчав праліси, зокрема Закарпаття.
Займався видавничою діяльністю, зокрема 1924 р. вийшла друком книга «Лісівництво: Основи лісової таксації, лісовлаштування та оцінки лісу».
На вшанування Миколи Косюри на Меморіальному пам’ятному знаку, встановленому працівниками Української Господарської Академії на цвинтарі Подєбрад, встановлено окрему меморіальну дошку.